# Comitê Olímpico Turco
O Comitê Olímpico Turco (em turco:  Türkiye Milli Olimpiyat Komitesi) é a organização que rege o corpo Olímpico da Turquia. É um dos mais antigos Comitês Olímpicos Nacionais do mundo, foi fundado na época do Império Otomano em 1908 com o nome Sociedade Olímpica Nacional Otomana (em turco:  Osmanlı Milli Olimpiyat Cemiyeti) e foi reconhecido pelo Comitê Olímpico Internacional (COI) em 1911. Esta instituição está baseada na cidade de Istambul.

## Presidentes

### Sociedade Olímpica Nacional Otomana
- Ahmet İhsan Tokgöz (1908–1921)
- Hasip Bayındırlıoğlu (1921–1923)

### Comitê Olímpico Nacional Turco
- Selim Sırrı Tarcan (1923–1927)
- Ali Sami Yen (1927–1930)
- Kemalettin Sami Paşa (1930–1933)
- Reşit Saffet Atabinen (1933–1936)
- Halil Bayrak (1936–1937)
- Adnan Menderes (1937–1938)
- Cemil Cahit Taner (1938–1943)
- Vildan Aşir Savaşır (1943–1950)
- Danyal Akbel (1950–1952)
- Cemal Alpman (1952–1954)
- Faik Binal (1954–1956)
- Nizamettin Kırşan (1956–1958)
- Şinasi Ataman (1958–1959)
- Mehmet Arkan (1959–1960)
- Hüsamettin Güreli (1960)
- Bekir Silahçılar (1960–1962)
- Burhan Felek (1962–1982)
- Raşit Serdengeçti (1982)
- Turgut Atakol (1982–1988)
- Jerfi Fıratlı (1988–1989)
- Sinan Erdem (1989–2003)
- Togay Bayatlı (2003–2011)
- Uğur Erdener (2011–present)

## Secretários Gerais

### Sociedade Olímpica Nacional Otomana
- Selim Sırrı Tarcan (1908–1923)

### Comitê Olímpico Nacional Turco
- Ali Sami Yen (1923–1930)
- Ekrem Rüştü Akömer (1930–1936)
- Nizamettin Kırşan (1936–1938)
- Burhan Felek (1938–1952)
- Ulvi Yenal (1952–1954)
- Suat Erler (1955–1973)
- Turgut Atakol (1973–1982)
- Sinan Erdem (1982–1989)
- Togay Bayatlı (1989–2003)
- Neşe Gündoğan (2003–present)